# René Rebolledo
René Osvaldo Rebolledo Salinas (ur. 22 września 1958 w Cunco) – chilijski duchowny katolicki, arcybiskup metropolita La Serena od 2014.

## Życiorys

### Prezbiterat
Święcenia kapłańskie przyjął 25 sierpnia 1984 i został inkardynowany do wikariatu apostolskiego Araucanía. Po rocznym stażu duszpasterskim podjął studia doktoranckie w Rzymie. Po uzyskaniu tytułu rozpoczął pracę w diecezjalnym seminarium, zaś w 1993 został jego rektorem. Po podniesieniu wikariatu do rangi diecezji otrzymał nominację na jej wikariusza generalnego.

### Episkopat
8 maja 2004 został mianowany biskupem ordynariuszem diecezji Osorno. Sakry biskupiej udzielił mu 19 czerwca 2004 kardynał Francisco Javier Errázuriz Ossa.
14 grudnia 2013 papież Franciszek mianował go arcybiskupem metropolitą La Serena. Ingres odbył się 8 marca 2014.
Paliusz otrzymał z rąk papieża Franciszka w dniu 29 czerwca 2014.